# Technique Pomodoro

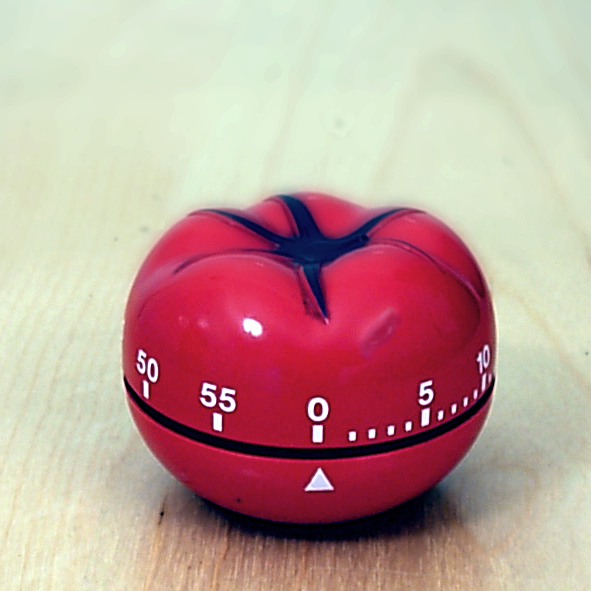
Un minuteur pomodoro, qui donne son nom à cette technique de gestion du temps.

La technique Pomodoro est une technique de gestion du temps développée par Francesco Cirillo à la fin des années 1980. Cette méthode se base sur l'usage d'un minuteur permettant de respecter des périodes de 25 minutes appelées pomodori. Le nom vient d'un minuteur de cuisine en forme de tomate (en italien pomodoro, pluriel pomodori) que Francesco Cirillo utilisait au début de la mise au point de sa technique, lorsqu'il était étudiant à l'université.
Ces différentes périodes de travail sont séparées par de courtes pauses. Proches des concepts de cycles itératifs et des méthodes de développement agiles, utilisées dans le développement de logiciel, la méthode est utilisée pour la programmation en binôme. La méthode a pour principale prétention que des pauses régulières favorisent l'agilité intellectuelle. Certains bénéfices des temps de repos sur la consolidation de la mémoire peuvent être observés expérimentalement.
La technique se présente sous la forme de cinq étapes :
1. décider de la tâche à effectuer ;
2. régler le pomodoro (minuteur) sur 25 minutes ;
3. travailler sur la tâche jusqu'à ce que le minuteur sonne et la noter comme faite ;
4. prendre une courte pause (5-10 minutes) ;
5. tous les quatre pomodori prendre une pause un peu plus longue (20-25 minutes).

## Principes
Les étapes de planification — suivi, enregistrement, traitement et visualisation — sont fondamentales pour cette technique. Dans l'étape de planification, les tâches sont classées en les notant dans une liste des choses à faire aujourd'hui. Ceci permet à l'utilisateur d'estimer la quantité de travail à fournir pour chaque tâche. Lorsqu'un pomodoro est terminé, on garde une trace de ce qui a été fait, permettant ainsi de voir l'avancée du travail et de fournir des données brutes pour une future auto-critique et amélioration. Dans le cadre de cette méthode, pomodoro est une période indivisible de 25 minutes. Un des buts principaux de cette technique est de supprimer les interruptions de travail dues à soi-même ou aux autres. Ceci est permis par l'enregistrement et le report d'activité interrompant le pomodoro.
Le ressort de cette technique provient du déplacement de la gratification psychologique obtenue non plus de ce qu'on a produit ou appris mais du respect des temps de concentration ou du nombre de pomodori effectués dans la journée.

## Outils
La méthode originale propose une approche se basant sur un minuteur mécanique, un papier et un crayon. Pour l'auteur, l'acte de régler le minuteur conforte l'utilisateur dans sa détermination à commencer la tâche. Le « tic-tac » et la sonnerie permettent de signifier le conditionnement du temps à la technique. Néanmoins, la méthode a inspiré le développement d'applications informatiques pour différentes plateformes.